# 大拳在握
《大拳在握》，又名《蒋主席》，是中國漫画家黄文农1929年创作的政治讽刺漫画，1929年9月彩色发表在《上海漫画》周刊第75期八开大的封面上。发表时为避免遭到查禁，作品的题目定为《蒋主席》。而在发表之后，作品以《大拳在握》为名收入《上海漫画》杂志社编选的《漫画大观》之中。拳是“权”的谐音，黄文农以此幅漫画讽刺时任国民政府主席的蒋中正实行独裁统治。此画是黄文农的代表作之一。

## 创作背景
1927年4月，国民革命军北伐途中，蒋中正发动四一二事件，搜捕、杀害中国共产党人和部分民众，第一次国共合作破裂。随后，蒋中正建立南京国民政府。1928年，中国国民党第二届中央执行委员会第四次全体会议上，蒋中正集中国国民党中央执行委员会常务委员、中央组织部长、军事委员会主席于一身。1928年底东北易帜，中国国民党形式上统一了全国。1929年，蒋中正在内战中接连打败李宗仁和冯玉祥，巩固了自己的地位。
黄文农以政治讽刺漫画见长。四一二事件后，黄文农失业，长期过着凭投稿为生的贫困生活。他是《上海漫画》周刊政治讽刺漫画的主力，他几乎每期都要发表一两幅漫画。1929年，黄文农创作了这幅漫画，以“拳”谐音“权”，意指蒋中正大权在握，实行独裁统治。这幅漫画以彩色发表在《上海漫画》周刊第75期的封面上。当时，黄文农还发表了另一幅政治讽刺漫画《他正在读总理遗嘱》，讽刺中国国民党中的某些人表面上奉行孙中山遗嘱，但实际上违背孙的指示。

## 画面
画面上的蒋主席身披宽大的白色斗篷。斗篷正是蒋中正平日喜欢的装束。蒋主席面目凶狠，表情模糊，似睡非睡，脑袋很小。紧握的拳头从斗篷里伸出，既威严又神秘。拳头比脑袋还要大，紧握的拳头用来对付中国共产党和其他民主人士。“大拳在握”即“大权在握”，意指蒋主席实行独裁统治、打压反对者。拳头也隐喻当时中国的政治形势决定于武力。